# Peribatodes jugurthina
Peribatodes jugurthina är en fjärilsart som beskrevs av Turati och Krüger 1936. Peribatodes jugurthina ingår i släktet Peribatodes och familjen mätare. Inga underarter finns listade i Catalogue of Life.